# Diaphorus gracilis
Diaphorus gracilis är en tvåvingeart som beskrevs av Octave Parent 1929. Diaphorus gracilis ingår i släktet Diaphorus och familjen styltflugor. Inga underarter finns listade i Catalogue of Life.